# Peter Florjančič
Peter Florjančič (Bled, 5 de marzo de 1919 - 14 de noviembre de 2020) fue un inventor y atleta olímpico esloveno. Sus inventos exitosos incluyen el atomizador de perfume, las máquinas de moldeo por inyección de plástico y el marco de diapositivas fotográficas de plástico.

## Primeros años
Florjančič nació en la ciudad alpina de Bled en la actual Eslovenia. A los dieciséis años, era el miembro más joven del equipo yugoslavo de saltos de esquí en los Juegos Olímpicos de 1936.
En 1943, durante la anexión alemana de Eslovenia, Florjančič, sabiendo que lo llamarían para servir en el ejército alemán en el frente oriental, decidió unirse a un amigo en un viaje de esquí falso a Kitzbuehel, Austria. Fingió su propia muerte en Hahnenkamm, escapando por la frontera hacia la neutral Suiza. Conoció a su futura esposa Verena, una modelo y actriz suiza, en Zúrich y estuvieron casados durante más de 65 años.

## Trabajo
Mientras estaba detenido en un campo de internamiento como refugiado, inventó un telar que podían usar los militares discapacitados.
En 1950, se mudó a Montecarlo, donde vivió durante 13 años, inventó el atomizador de perfume y apareció en un papel no acreditado en la película The Monte Carlo Story. Posteriormente vivió en varios países, incluidos Mónaco, Austria, Suiza, Italia y Alemania.
Sus otros inventos exitosos incluyeron una cama de ejercicio y patines de hielo de plástico. También inventó la cremallera de plástico (1948) y el airbag (1957), ninguno de los cuales tuvo éxito en ese momento debido a la calidad de los materiales disponibles. Ambos fueron perfeccionados en fechas posteriores por otros inventores.
En 2007, Florjančič publicó su biografía, Skok v Smetano (Jump into the Cream). Se describió a sí mismo así: he tenido cinco ciudadanías, 43 coches y el pasaporte más largo. La profesión de inventor me obligó a pasar 25 años en hoteles, cuatro años en coches, tres años en trenes, un año y medio en aviones y un año a bordo de barcos.
En 2011, a los 92 años y casi ciego, Florjančič todavía estaba trabajando y esbozando sus inventos. Hizo y perdió varias fortunas a lo largo de su carrera.

## Documental
En 2002, se realizó un documental del director de cine esloveno Karpo Godina sobre la historia de vida de Florjančič.